# Gilbertiella congolana
Gilbertiella congolana är en kirimojaväxtart som beskrevs av Raymond Boutique. Gilbertiella congolana ingår i släktet Gilbertiella och familjen kirimojaväxter. Inga underarter finns listade i Catalogue of Life.